# Stephen Robinson
Stephen Kern Robinson (Sacramento, 26 ottobre 1955) è un ex astronauta statunitense. Ha partecipato alle missioni spaziali Shuttle STS-85, STS-95, STS-114 e STS-130 come specialista di missione.

## Carriera alla NASA

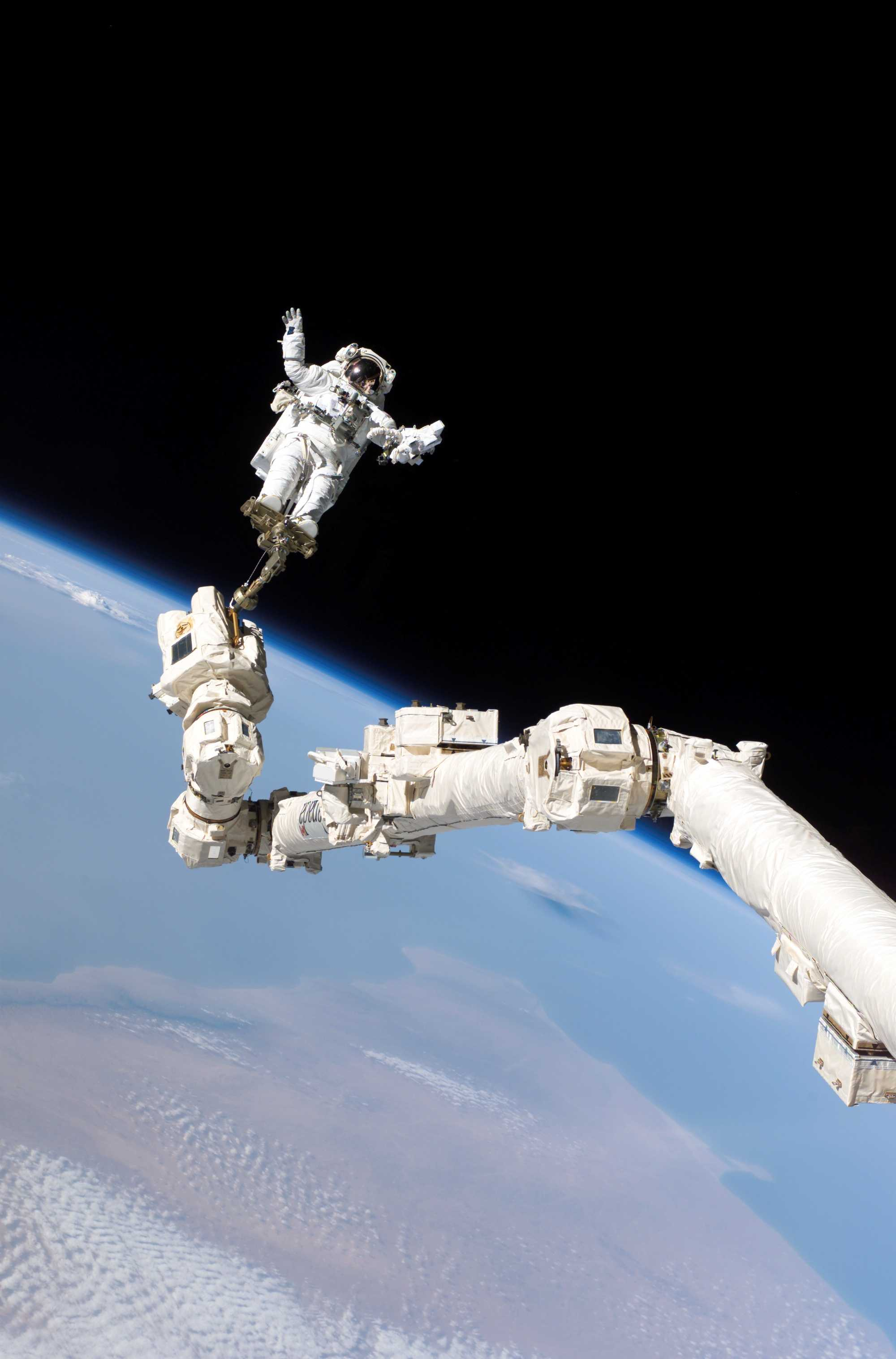
Sts-114

Robinson iniziò a applicarsi per diventare astronauta nel 1983, e fu selezionato dalla NASA nel 1995.
Robinson ha partecipato a tre missioni Space Shuttle: STS-85, STS-95 e STS-114, la prima missione di ritorno al volo, dopo STS-107. Robinson ha operato come ingegnere di volo di riserva per l'Expedition 4. Il 3 agosto del 2005, come Specialista di Missione di STS-114, Robinson, divenne il primo umano a compiere una riparazione esterna dello scudo termico dell Shuttle. Robinson fu mandato a rimuovere del gap fillers sullo scudo termico del Discovery, dopo che gli ingegneri avevano determinato la sua pericolosità durante le successive fasi di rientro.
Recentemente, Robinson è stato impegnato come CAPCOM per numerose missioni dello Shuttle.
Nel 2010 prese parte alla missione STS-130.